# Caniac-du-Causse
Caniac-du-Causse é uma comuna francesa na região administrativa de Occitânia, no departamento de Lot. Estende-se por uma área de 35 km². Em 2010 a comuna tinha 380 habitantes (densidade: 10,9 hab./km²).